# Gopi Shankar Madurai
Gopi Shankar Madurai (Madurai, 13 de abril de 1991) é uma ativista indiana de direitos iguais e direitos indígenas. Shankar foi uma das mais jovens e a primeira autoridade estatutária abertamente intersexo e genderqueer e uma das candidatas a disputar a eleição de 2016 para a Assembleia Legislativa de Tamil Nadu. Shankar também é a fundadora do Srishti Madurai Student Volunteer Collective. O trabalho de Shankar inspirou o Tribunal Superior de Madras (Madurai Bench) a instruir o Governo de Tamil Nadu a ordenar a proibição de cirurgias seletivas de sexo forçadas em bebês intersexo.
Em dezembro de 2017, Shankar foi eleito para o conselho executivo da ILGA Ásia. Em agosto de 2020, o Ministério da Justiça Social e Empoderamento nomeou Shankar como representante regional do Sul no Conselho Nacional para Pessoas Transgênero. Shankar introduziu a opção "outros" na coluna de sexo dos formulários de inscrição para partidos políticos e universidades centrais, incluindo a Universidade Jawaharlal Nehru. Shankar também foi fundamental na concessão de direitos civis para pessoas transgênero, incluindo licenças de piloto para homens trans e direitos de herança de propriedade para mulheres trans. Além disso, o Comitê de Justiça Juvenil e o Comitê POCSO buscam o conselho de Shankar sobre questões relacionadas à infância e à infância de bebês e crianças nascidas com características sexuais diversas.

## Primeiros anos
Shankar nasceu como Sarvapunya na favela de Sellur em Madurai, Tamil Nadu. Aos quatorze anos, Shankar começou a ser voluntário na Missão Ramakrishna. Mais tarde, Shankar foi aceito como estagiário por ser monge no Ramakrishna Math. Em 2005, Shankar recebeu iniciação espiritual sob a linhagem espiritual de Swami Vivekananda por Swami Gitanandaji (ex-vice-presidente do Ramakrishna Math e Mission), que também é discípulo de Swami Virajananda. Durante o mandato de Shankar no Ramakrishna Math, Shankar serviu como assistente do editor da revista Sri Ramakrishna Vijayam.
Em abril de 2010, Shankar deixou o Ramakrishna Math para cursar religião, filosofia e sociologia no The American College em Madurai (afiliado à Madurai Kamaraj University). Gopi é estudante de ioga há mais de quinze anos e atuou como instrutor de ioga por cinco anos. Shankar ensinou ioga gratuitamente para mais de cinco mil crianças e deu aulas de filosofia indiana para muitos ocidentais, incluindo Tony MacMahon, da Irlanda. Shankar trabalhou como freelancer para a New Horizon Media Pvt Ltd (publicações tâmeis). Shankar recebeu o título de Liderança "Liderando Mudanças" exclusivamente para os Jovens Líderes da Rainha pela Universidade de Cambridge em 2017.

## Ativismo social

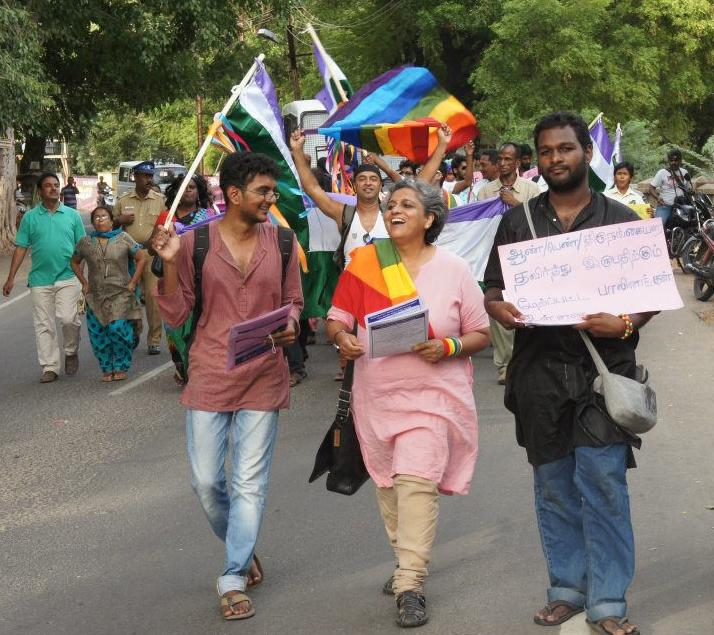
Primeira Parada do Orgulho LGBTQIA+ da Ásia em Madurai Gopi Shankar M com Anjali Gopalan.

Shankar é o fundador do Srishti Madurai Volunteer Movement  um dos primeiros grupos pro bono inclusivos e não financiados do gênero, que envolveu acadêmicos, estudiosos independentes, ativistas de direitos humanos, ambientalistas, ativistas de direitos dos animais e ativistas LGBTQIA e genderqueer com o objetivo de proteger as tradições indígenas. Em outubro de 2011, Shankar lançou a primeira linha de ajuda da Índia para pessoas genderqueer e LGBTQIA em Madurai. Mais tarde, em junho de 2013, a linha de ajuda passou a oferecer serviço por 24 horas com o slogan: "Só ter alguém compreensivo para conversar pode salvar uma vida" (em inglês: Just having someone understanding to tal to can save a life). Shankar também organizou a primeira Parada do Orgulho Genderqueer da Ásia em Madurai. Shankar também introduziu cursos LGBTQIA em alguns currículos de escolas e universidades. Shankar também foi um jovem painelista para compartilhar a cadeira na Comissão de Subsídios Universitários da Índia (UGC) e no Conselho Indiano de Pesquisa em Ciências Sociais (ICSSR) patrocinados nos Seminários Nacionais na Índia, Shankar conduziu mais de 85 Seminários, sessões interativas sobre Gênero e Sexualidade para oito mil alunos em Madurai. Shankar cunhou os termos regionais Tamil para pessoas genderqueer e escreveu Maraikkappatta Pakkangal, o primeiro livro sobre Variantes de Gênero em Tamil. Em abril de 2015, Shankar foi convidado por Tiruchi Siva para testemunhar a aprovação do histórico Projeto de Lei dos Direitos das Pessoas Transgênero, 2014, na câmara alta do Rajya Sabha do Parlamento da Índia. Por contribuições como uma minoria de gênero ao hinduísmo, Shankar recebeu o "Prêmio Jovem Hindu" do escritor Aravindan Neelakandan, Joe D Cruz na 6ª Feira de Serviços Espirituais Hindus.

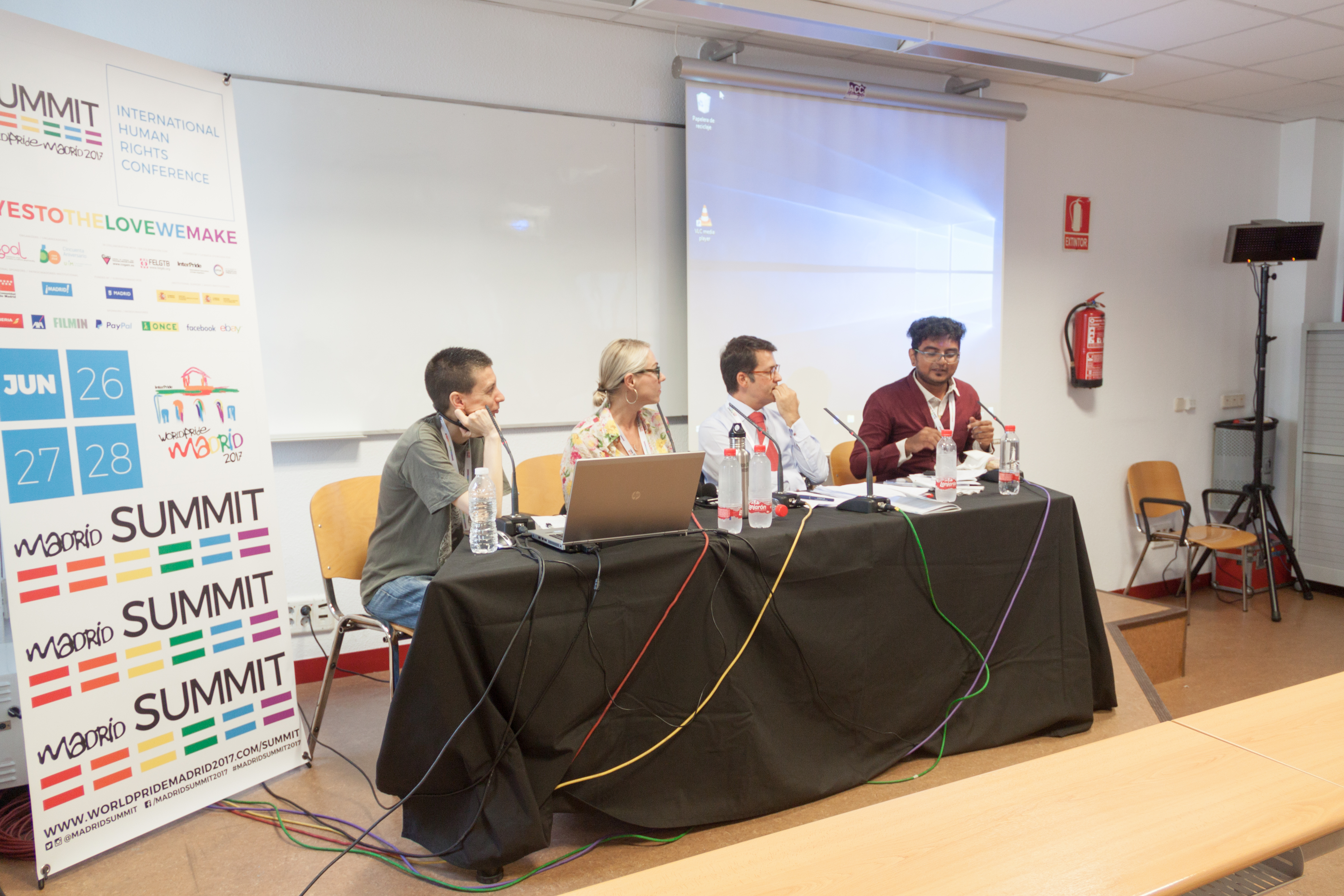
Gopi Shankar Madurai falando sobre Intersexo e Violações Médicas na Universidade Autônoma de Madrid com Katrina Karkazis da Escola de Medicina da Universidade Stanford e Carlos Duarte do Ministério das Relações Exteriores (Portugal).

Shankar apresentou uma petição ao Governo Estadual e Central sobre o caso da medalhista dos Jogos Asiáticos Santhi Soundarajan, que teve sua medalha retirada após um teste de gênero. Shankar apresentou várias queixas em nome da atleta Santhi na Comissão Nacional de Castas Programadas e a Comissão Nacional de Direitos Humanos da Índia também iniciou a Campanha Justiça para Santhi (em inglês: Justice For Santhi), que foi fundamental para que ela obtivesse um cargo permanente como treinadora esportiva na Autoridade de Desenvolvimento Esportivo de Tamil Nadu em dezembro de 2016.
Shankar foi palestrante na Cúpula WorldPride de Madri de 2017. Shankar dividiu a cadeira com Federico Mayor Zaragoza, Diretor-Geral da UNESCO, Myrna Cunningham do Fórum Permanente das Nações Unidas sobre Questões Indígenas e Zanele Muholi (Artivista) para a histórica DECLARAÇÃO DA CÚPULA DE MADRI.
O Conselho Estadual de Pesquisa e Treinamento Educacional do Governo de Tamil Nadu chamou Shankar para dar contribuições sobre estudos de sexo, gênero e sexualidade para o Comitê de Desenvolvimento do Novo Currículo Escolar de 2017 de Tamil Nadu para incluir a comunidade LGBTQIA+ nos estudos escolares. Shankar também fez parte do painel sobre Leitor Teológico sobre Gênero e Sexualidade para o Conselho Nacional de Igrejas na Índia.
Shankar é um dos membros fundadores da Intersex Asia, o primeiro fórum coletivo da Ásia para indivíduos e organizações intersexuais, o primeiro briefing de política estadual sobre direitos humanos intersexuais foi organizado por Shankar em julho de 2019.
Em 2020, Gopi foi um dos principais peticionários no caso do Tribunal Superior de Delhi (Abhijit Iyer Mitra & Ors v. UOI) para reconhecer casamentos não heterossexuais e uniões entre pessoas do mesmo sexo sob a Lei do Casamento Hindu.

## Ativismo transgênero
Shankar, através da linha de apoio Srishti Madurai, resgatou várias mulheres trans do trabalho sexual forçado e da mendicância. Shankar também é mentor do fórum Transgender India, o primeiro fórum de discussão de ajuda e apoio holístico 24 horas por dia, 7 dias por semana, para pessoas intersexo e transgénero, bem como para as suas famílias.
Shankar e a mulher trans S. Swapna organizaram um protesto no distrito eleitoral de Madurai em 7 de outubro de 2013, exigindo reserva e a permissão para que pessoas de gêneros alternativos comparecessem aos exames realizados pelo TNPSC, UPSC, SSC e Bank Exams. Posteriormente, Swapna conseguiu, em 2013, no Tribunal Superior de Madras permissão para realizar o exame do Grupo II do TNPSC como candidata "mulher".
Como representante regional sul do Conselho Nacional para Pessoas Transgênero, Gopi garantiu justiça para pessoas transgênero em vários casos civis e relacionados a direitos humanos. Gopi garantiu direitos de herança para pessoas transgênero e invocou a Lei de Pessoas Transgênero (Proteção de Direitos) de 2019, juntamente com a Lei de Proteção de Crianças contra Ofensas Sexuais, Lei de Castas e Tribos Programadas (Prevenção de Atrocidades) de 1989 em vários casos relacionados a abuso sexual de crianças sem confirmação de gênero nos estados do sul da Índia.
Em março de 2022, o jornal The Hindu noticiou que Shankar renunciou ao cargo de representante regional sul do NCTP, alegando assédio burocrático e insensibilidade. O jornal citou Shankar afirmando que o cargo "cerimonial" não atendia às necessidades da comunidade transgênero. Posteriormente, porém, Shankar afirmou que não renunciaria até o término do mandato e que continuaria como autoridade estatutária.

## Ameaças de morte e ataques
Em 2016, Shankar foi assediado sexualmente e verbalmente e recebeu ameaças de morte de um membro de um dos partidos políticos durante a campanha de Shankar, após o que a Polícia de Tamil Nadu designou Shankar com três agentes de segurança sempre que Shankar estava em campanha. Shankar também expressou consternação com a homofobia e a transfobia na comunidade muçulmana tâmil quando a ala jovem da Liga Nacional Indiana, um partido muçulmano, acusou pessoas LGBTQIA+ de serem "terroristas culturais", o cartaz pede a "pena de morte nos termos da seção 377" e alerta para o terror contra a comunidade, já que a homossexualidade é "contra a cultura tâmil" foi colocado um dia após o tiroteio em uma boate de Orlando nos Estados Unidos.
Em janeiro de 2022, Shankar foi ameaçado por membros de um determinado partido político (supostamente DMK) em Mamallapuram.
Em novembro de 2022, Shankar foi atacado por um grupo desconhecido de seis pessoas em Nova Deli. Os agressores primeiro exigiram dinheiro e, quando o pedido foi recusado, abusaram e agrediram Shankar fisicamente. Este foi o quinto caso de violência sofrido por Shankar.

## Proteção para pessoas intersexo na Índia
Em 2015, Shankar instou o parlamento indiano a incluir pessoas intersexo no projeto de lei que protege os direitos trans, Shankar também apresentou uma queixa oficial à Comissão Nacional de Direitos Humanos da Índia para proibir as cirurgias forçadas de seleção de sexo em bebês intersexo, também para garantir seus direitos constitucionais fundamentais na Índia, para os quais a NHRC emitiu instruções ao Secretário do Ministério da Saúde da União do Governo da Índia para responder a Shankar dentro de oito semanas.
Em 22 de abril de 2019, o Tribunal Superior de Madras (Tribunal de Madurai) proferiu uma sentença histórica e emitiu uma ordem para proibir cirurgias de seleção de sexo em bebês intersexo com base nos trabalhos de Gopi Shankar. O Tribunal tomou nota da questão da prática desenfreada de cirurgias compulsórias de redesignação sexual realizadas em bebês e crianças intersexo. O Tribunal também expressou sua gratidão a Shankar, observando que o trabalho de Shankar foi uma "experiência humilhante e esclarecedora para o Tribunal".
Em setembro de 2019, Gopi apresentou um relatório oficial ao comitê da Convenção das Nações Unidas sobre os Direitos das Pessoas com Deficiência sobre a comunidade LGBTQI que vive com deficiência e o foco principal do relatório foi sobre pessoas intersexo na Índia. Por sua vez, o comitê da CDPD emitiu uma forte recomendação ao Governo da Índia.
Em outubro de 2020, a Comissão de Proteção dos Direitos da Criança de Delhi nomeou Gopi e Anjali Gopalan como duas consultoras especialistas em um caso referente a violações de direitos humanos de pessoas intersexo. Com base nas recomendações de Gopi, a DCPCR sugeriu ao Governo de Delhi que proibisse intervenções médicas desnecessárias em bebês e crianças intersexo.
Além de defender a atleta Santhi Soundarajan, Shankar tem apoiado consistentemente atletas femininas com traços intersexo, incluindo Caster Semenya, Pinki Pramanik, Dutee Chand e Imane Khelif. Shankar tem amplificado suas histórias por meio da mídia impressa e compartilhado plataformas com elas em vários eventos, demonstrando solidariedade e promovendo a conscientização sobre suas experiências.
Em abril de 2024, Shankar entrou com um grande litígio público como Gopi Shankar M Vs União da Índia na Suprema Corte da Índia para o qual o Tribunal, composto pelo Presidente do Tribunal DY Chandrachud, Juiz JB Pardiwala e Juiz Manoj Misra buscou respostas do Governo da União da Índia, a Autoridade Central de Recursos de Adoção (CARA) para fazer provisões para registrar nascimentos e mortes de pessoas 'intersexuais', inclusão de pessoas 'intersexuais' no Censo e para emissão de carteiras de identidade contendo identidades de 'sexo' e 'gênero' separadamente.

## Prêmios e honrarias
Shankar também recebeu o Prêmio de Liderança em Diversidade de 2016 do Congresso Mundial de Desenvolvimento de Recursos Humanos e foi destaque em '8 modelos LGBT da Índia com menos de 30 anos' por Gaysi por expressar os direitos intersexuais na Índia. A Out Leadership recomendou Gopi Shankar como uma das líderes especialistas e defensoras abertas de questões LGBT+, juntamente com o Ministro Indiano Arun Jaitley e a ativista de direitos humanos Anjali Gopalan, O jornal India Times listou Shankar como um dos 11 Ativistas de Direitos Humanos cuja Missão de Vida é Proporcionar aos Outros uma Vida Digna. Shankar foi a primeira e única pessoa intersexo oficialmente convidada para a cerimônia de juramento do Primeiro Ministro Narendra Modi em junho de 2024. Em fevereiro de 2021, o Líder Sênior do Partido Político DMK e Membro do Parlamento Kanimozhi ofereceu um banquete em Madurai para Shankar para discutir as questões relativas às pessoas intersexo.
- Prêmio Estadual de Campeão Infantil 2023 - Comissão de Delhi para a Proteção dos Direitos da Criança (DCPCR), concedido pelo Governo de Delhi e apresentado pelo Honorável Juiz Dr. S. Muralidhar[87]
- Prêmio Herói (Comunidade Herói 2021) - APCOM, Tailândia. Coalizão Ásia-Pacífico sobre Saúde Sexual Masculina[88]
- Inovador Global 2020 - Campanha de Direitos Humanos[89]
- Prêmio Chanakya 2018 - Vision India Foundation[90][91]
- Finalista do prêmio Commonwealth Youth Worker 2016 - The Commonwealth Secretariat, Londres.
- Jovem Líder Altamente Recomendado pela Runner Queen 2017 - Queen Elizabeth Diamond Jubilee Trust, em parceria com a Comic Relief e a Royal Commonwealth Society
- 16 pessoas LGBTQIA inspiradoras no mundo em 2017 - Vagabomb, (ScoopWhoop Media)[92]
- Juventude do Ano 2016 - Neeya Naana, Star Vijay TV
- Grandes Pessoas da Grande Madurai - Prêmio Rádio Mirchi 2016
- Prêmio Jovem Hindu 2014 - Equipe Tamil Hindu, Chennai
- Prêmio Orador Estrela 2013 - PPK Show, Star Vijay TV
- Prêmio Orador Estrela 2012 - PPK Show, Star Vijay TV

| Ano  | Prêmio                                      | Honraria                  | Notas |
| ---- | ------------------------------------------- | ------------------------- | --- |
| 2016 | Prêmio de Trabalhador Jovem da Commonwealth | The Commonwealth, Londres | Premiado por usar as artes e os esportes como uma ferramenta social para capacitar os jovens com um espaço alternativo positivo |

| Ano  | Título                                                            | Honraria                                                                                              | Notas                                                                                                 |
| ---- | ----------------------------------------------------------------- | --- | --- |
| 2017 | Prêmio Jovem Líder da Rainha Corredora Altamente Recomendado 2017 | Queen Elizabeth Diamond Jubilee Trust, em parceria com a Comic Relief e a Royal Commonwealth Society. | Reconhecido como agente de mudança pelo trabalho notável realizado por Shankar na comunidade LGBTQIA. |

## Audiovisual e livros
GOPI, um documentário brasileiro/inglês sobre a vida de Shankar, dirigido por Viviane D'Avilla, estreou no Festival do Rio 2018 e ganhou vários prêmios.
Shankar apareceu no Living Foodz Dakshin Diaries para curar os espaços sagrados específicos de gênero das variantes de gênero indígenas da Índia antiga.
A jornalista premiada nacionalmente, Sohini Chattopadhyay, escreveu uma breve cronologia sobre a vida e o ativismo de Shankar em seu livro The Day I Became a Runner: A Women's History of India through the Lens of Sport, publicado pela Harper Collins em 2023.

## Obras publicadas

### Como autor
- Maraikappatta Pakkangal (em inglês) versão não editada, ilustrador Julian Wrangler, Alemanha, Srishti Madurai., 2014, ISBN 9781500380939.[101]
- Maraikkappatta Pakkangal: Paal - Paalinam - Paaliyal Orunginaivu (em inglês)- Gopi Shankar (versão editada), 296 páginas, ISBN 9789386737328, Editora: Kizhakku Pathippagam, 2017.[25]

### Como apoiador
- Definitions- Understanding Gender, Sex, and Sexuality (em inglês). Uma Leitura Teológica sobre Sexualidade Humana e Diversidade de Gênero: Visualizando a Inclusão - ISBN 9788184656220. Editora: ISPCK e Conselho Nacional de Igrejas da Índia (NCCI). 2017.
- Biological basis of Bigender identity and its medical potential: Frontier Vistas in Modern Biotechnology (em inglês) - ISBN 9788192866109. Editora: Departamento de Imunologia e Microbiologia, The American College, Madurai. 2013.